# 脇蘭室
脇 蘭室（わき らんしつ、1764年6月11日（宝暦14年5月12日） - 1814年11月14日（文化11年10月3日））は、江戸時代末期に活躍した豊後国速見郡小浦村（現在の大分県速見郡日出町豊岡）出身の儒学者。名は長之、字は子善、通称は儀一郎。蘭室、菊園、愚山と号した。

## 略歴
宝暦14年（1764年）に、豊後国速見郡小浦村の庄屋であった脇家の分家に生まれた。先祖は南北朝時代の南朝の忠臣脇屋義助（新田義貞の弟）と言われる。
天明4年（1784年）、21歳の時に熊本藩の藩校時習館を訪ねて藪孤山に朱子学を半年間学び、次いで両子（現大分県国東市）の三浦梅園、大坂の中井竹山の懐徳堂で学業を修めた。
寛政元年（1789年）、蘭室は郷里の小浦村に戻ると、私塾菊園を開いた。寛政3年（1791年）には14歳の帆足万里がこの塾に入門している。
寛政9年（1797年）には、熊本藩の藩校時習館の訓導として迎えられたが、他藩出身の蘭室は受け入れられず、翌年、同館を辞すことになる。しかし、その才を惜しんだ藩主・細川斉茲により、熊本藩の飛び地であった大分郡（現在の大分市）鶴崎に迎えられて塾を開き、藩士子弟の教育にあたった。この塾での高弟に毛利空桑がいる。
文化11年（1814年）、同地にて51歳で没。大分市鶴崎寺司浜には、帆足万里の書で「文教脇先生墓」と刻まれた墓があり、大分県の史跡に指定されている。
大正5年（1916年）、正五位を追贈された。

## 著書等
- 小串信正編著『脇蘭室関係資料集』（脇蘭室を読む会、2014年）
- 小串信正編著『三浦梅園と脇蘭室』（私家版、2013年）
- 久多羅木儀一郎編『脇蘭室全集』（双林社、1980年）
- 筒井清彦著『脇蘭室・野上弥生子』（大分県教育委員会、1980年）
- 筒井清彦著『愚山脇蘭室先生』（豊岡小学校創立百周年記念行事事業達成会、1974年）